# Uvertura Mall
Uvertura Mall este un centru comercial în Botoșani, România, dezvoltat de omul de afaceri Dănuț Prisecariu, un antreprenor ieșean, cu afaceri în industria hotelieră, dar care a dezvoltat și vândut și Moldova Mall din Iași. Uvertura Mall a fost deschis pe 28 martie 2013.
Principalele magazine din centrul comercial sunt: H&M, Happy Cinema, Lee Cooper, Beauty Mania, Yves Rocher, Atlantis Gold, Kafeteque, Eponge, Fabricat în România, Massimo by CC, Sabrini, CCC, Pandoras, Home Sweet Home, Coax, Dovani, Steilmann, Sense, Noriel, Louise, Librăria Alexandria, Mondex, Next Level, Salon Afrodita, Gregs Cafe, Sharky, Trombi, Mischa Kids, Crepe Delice, Ospățul Regilor, Spartan, Shangkay, Inside Coffee, Dabö Döner și Chicago.
Centrul comercial are o suprafață totală construită de 32.000 metri pătrați, inclusiv parcare supraterană, respectiv 15.000 metri pătrați suprafața de închiriat.